# Mongke
Mongke (Mengu, ur. 1208, zm. 1259) – czwarty wielki chan mongolski, wnuk Czyngis-chana, syn Tołuja i Sorkaktani-beki, brat Kubilaja, Hulagu i Aryka Böge. Rządził od 1251 do 1259.

## Młodość
W młodości brał udział w wyprawie zachodniej Batu-chana, w przeciwieństwie do pozostałych uczestniczących w niej wnuków Czyngis-chana zdobył sobie szacunek Batu dzięki swemu powodzeniu w walkach z Rusią. W 1236 został jednak wskutek konfliktu odwołany przez Ugedeja wraz z Güjükiem. Powrócił na front zachodni w 1239, był jednym ze zdobywców Kijowa.

## Zdobycie władzy
Chanem został dzięki poparciu matki - Sorkaktani-beki, i Batu-chana. Po raz pierwszy został wybrany w 1250 roku na kurułtaju w Issyk-kul (na terytorium kontrolowanym przez Batu), który jednak został uznany za nielegalny. Drugi Kurułtaj odbył się rok później w Ułusie Tołuja, chroniony był przez 30-tysięczną armię Złotej Ordy pod dowództwem Berke, brata Batu. W zamian za wsparcie Batu-chan otrzymał tytuł starszego rodu i faktyczną samodzielność. Swoje panowanie zaczął od likwidacji przedstawicieli rodów Ugedeja i Czagataja, którzy nie chcieli uznać jego wyboru. Zabito m.in. niedawną regentkę – Oguł Kajmysz i jej syna – Kuczę, wnuka Ugedeja – Sziremuna, syna Czagataja – Jisü Möngke i jego wnuka Berke.

## Podboje
Mongke swe podboje zaczął od ataków na dynastię południowo-chińską Song. Wysłał 150 tys. ludzi pod dowództwem Hulagu do podboju Bagdadu. Po zdobyciu Bagdadu na jego terenach założono ilchanat – „niższy chanat”, którego władcą został Hulagu. Po pewnym czasie Hulagu skierował się na Syrię.
Zmarł najprawdopodobniej na dyzenterię, wedle innej wersji zginął od rany odniesionej w bitwie.
Na jego dworze w 1254 przebywał franciszkański podróżnik Wilhelm z Rubruk, który pozostawił opis z podróży.